# Slide Away (canção de Miley Cyrus)
"Slide Away" é uma canção da cantora norte-americana Miley Cyrus. Seu lançamento ocorreu em 16 de agosto de 2019, pela RCA Records. Foi escrito por Cyrus, Alma e seus produtores Andrew Wyatt e Mike Will Made It. As letras da música discutem a deterioração de um relacionamento e são frequentemente comparadas à separação de Cyrus do marido Liam Hemsworth. Em 2023, a canção foi incluída na versão estendida do EP She Is Coming (2019).

## Desempenho
"Slide Away" estreou no número 47 da Billboard Hot 100 dos EUA no gráfico de 31 de agosto de 2019. É a 48ª entrada de Cyrus no gráfico.

## Vídeo musical
O videoclipe que acompanha "Slide Away" foi dirigido por Alexandre Moors e lançado em 6 de setembro de 2019. Ele inclui cenas de Cyrus debaixo d'água em uma piscina, encostado na beira da piscina e entre foliões em uma casa. festa. Muitas cenas foram comparadas ao videoclipe de seu single de 2013 "We Can't Stop"; Glenn Rowley, da Billboard, escreveu que Cyrus parecia "totalmente separado da folia que acontecia ao seu redor" em comparação com o vídeo anterior e Christian Holub, da Entertainment Weekly, comentou que ela parecia "claramente insatisfeita".

## Apresentações ao vivo
Cyrus apresentou "Slide Away" no MTV Video Music Awards de 2019 em Newark, Nova Jérsia, em 26 de agosto; ela afirmou anteriormente que não iria se apresentar na premiação em julho e sua apresentação foi anunciada no dia do evento. Cyrus se apresentou no centro do palco durante toda a música e foi acompanhado por uma seção de cordas atrás dela. A performance foi transmitida em preto e branco.

## Certificações
| País (Empresa)       | Certificação | Vendas |
| -------------------- | ------------ | ------ |
| Austrália (ARIA)     | Platina      | 70.000 |
| Nova Zelândia (RMNZ) | Ouro         | 15.000 |

## Históricos de lançamentos
| Região | Data                   | Formato                    | Gravadora | Ref.   |
| ------ | ---------------------- | -------------------------- | --------- | ------ |
| Mundo  | 16 de agosto de 2019   | Download digital streaming | RCA       | [ 20 ] |
| Itália | 13 de setembro de 2019 | Contemporary hit radio     | Sony      | [ 21 ] |